# 전력 최대 수요

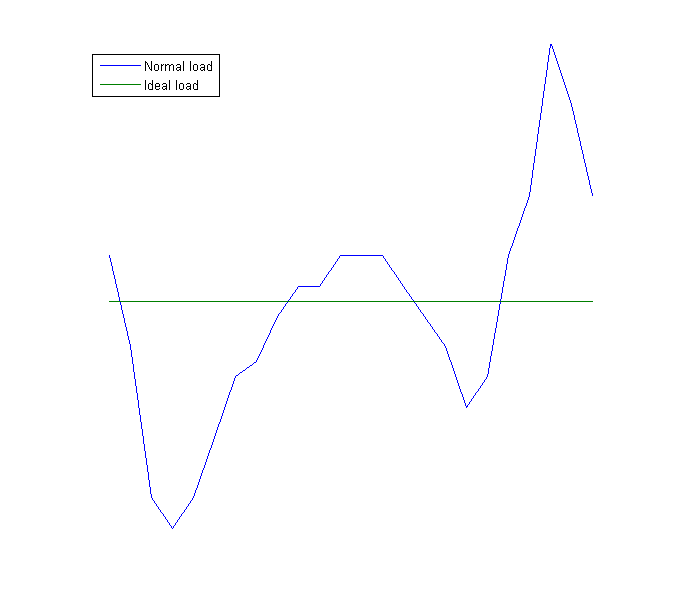
이상적인 부하와 현실의 부화 변화를 그린 그래프. 현실에서는 시간에 따라 수요가 계속해서 변화하며, 수요가 가장 높은 꼭대기 지점이 전력 최대 수요 지점이다.

전력 최대 수요 혹은 피크 수요(Peak demand)란 전력 계통에서 특정 기간 동안 발생한 전력 수요 중 가장 높은 최대치를 의미한다. 최대 수요는 보통 연간 최대 수요, 일일 최대 수요, 계절별 수요 등으로 구분하며 전력을 단위로 계산한다. 에너지 수요관리 측면에서는 평균 수요-공급 수준과 비교하여 최대 시점에서의 수요를 최대한 평균 부하로 이전하여 관리하는 부하관리(DR) 측면에서 최대수요를 사용한다. 최대 수요는 일별, 월별, 계절별, 연간을 주기로 변화할 수 있다. 이 때 전력 회사가 말하는 최대수요가 존재하는 지점이란 보통 수요가 가장 높은 시점 전후 30분 혹은 1시간 단위 시간을 의미한다.
전 세계의 일부 전력 회사는 개별 최대 수요에 따라 고객에게 요금을 차등적으로 부과(피크연동제)하는 곳도 있다. 즉 검침 당월의 최대 수요나 전년도 사용 기간 중 15-30분 동안 최대 수요 사용량을 계산하여 전기 요금을 부과한다.
재생 가능한 에너지 전환에도 덕 커브와 같은 문제 때문에 최대 수요를 고려하여 전력망을 설계해야 한다.

## 최대 수요 시점
전력이 최대 수요를 기록하는 시점은 인구통계학, 경제, 날씨, 기후, 계절, 요일, 기타 요인에 따라 항상 달라진다. 예를 들어 독일이나 중국의 산업화된 지역은 최대 수요가 보통 한낮에 일어나지만, 이 최대 수요는 태양광 발전을 통해 줄일 수 있다. 반대로 호주와 같이 서비스업 경제 기반 지역은 최대 수요를 기록하는 시점이 늦은 오후에서 이른 저녁 시간(약 오후 4시에서 8시 사이)에 발생한다. 이런 저녁 수요는 보통 주택 및 상업 지역에서 발생한다.

## 수요관리
전력 최대 수요가 발전단에서 공급하는 최대 전력을 초과하면 정전이 일어나거나 큰 부하로 인한 전력 품질 저하가 일어날 수 있다. 이런 문제를 해결하기 위해 최대 수요를 줄이거나 분산, 혹은 최대 수요와 평균 수요와의 차이를 줄이는 평편화 등을 시행하여 전력망의 부담을 줄이고 전력 관리를 편하게 하는 일명 수요관리를 진행한다.

## 발전소 대응
전력 최대 수요에 즉각적으로 대처할 수 있도록 예비적으로 준비하여 남겨두는 전력을 "공급예비력"이라고 부르고, 공급예비를 위해 따로 건설하거나 두는 발전소를 첨두부하발전소라고 부른다. 보통 발전소의 시동 및 정지 시간이 석탄 화력 발전소보다 훨씬 짧은 천연가스 발전소(LNG 발전)를 이용한다. 그 외에도 양수 발전소를 이용하여 최대 수요와 비첨두 수요의 격차를 이용해 일종의 에너지 저장 장치처럼 사용할 수도 있다. 이처럼 전력 최대 수요에 대응하기 위해 발전 단계에서 전력 공급량을 급격하게 늘이거나 줄이는 대책을 세워둔다.

## 같이 보기
- 혼잡통행료
- 부등률
- 전력 시장
- 에너지 저장
- 덕 커브
- 석유 생산 정점 (피크 오일)
- 수요의 가격 탄력성
- 에너지 수요관리